# Palijärvi (sjö i Södra Savolax)
Palijärvi är en sjö i Finland. Den ligger i kommunen Kangasniemi i landskapet Södra Savolax, i den södra delen av landet, 220 km nordost om huvudstaden Helsingfors. Palijärvi ligger 118,7 meter över havet. Arean är 1,44 kvadratkilometer och strandlinjen är 8,32 kilometer lång. Sjön  ingår i Kymmene älvs huvudavrinningsområde.   I omgivningarna runt Palijärvi växer i huvudsak blandskog.